# Castello di caccia di Thiergarten
Il Castello di Thiergarten (in tedesco Jagdschloss Thiergarten) è un castello della città di Bayreuth, nel distretto di Thiergarten, in Alta Franconia, Germania.

## Storia
Quando iniziarono i lavori per la costruzione del castello di caccia, l'area di Thiergarten era da tempo sede di una tenuta di caccia dei margravi di Brandeburgo-Bayreuth. Fu il margravio Cristiano Ernesto di Brandeburgo-Bayreuth ad avviare per primo la costruzione di un piccolo edificio che servisse da appoggio durante le sue battute di caccia nell'area. Il suo successore, Giorgio Guglielmo, sull'onda di quanto fatto a St. Georgen am See, fece ricostruire il castello in forme più solide su progetto dell'architetto Johann David Räntz.
Anche i successivi margravi continuarono a perseguire la caccia come status symbol ed evento sociale. Sotto il governo del duca Federico, una delle attrazioni particolari della tenuta di caccia di Thiergarten fu la caccia all'orso per la quale venivano acquistati degli orsi che venivano poi lasciati liberi nel parco e che potevano essere catturati vivi, ad esempio, grazie ad apposite trappole predisposte sul vicino monte Waldstein. Il castello di Thiergarten perse la sua funzione originaria all'inizio del XIX secolo quando venne demolita l'ala sinistra del complesso ed iniziò ad essere utilizzato per scopi agricoli.
La famiglia di produttori Bayerlein si prese cura dell'edificio in rovina nel 1922 e ne eseguì la ristrutturazione sulla base della sua storia tradizionale. L'acquirente, Adolf Bayerlein, proprietario di una filatura a Bayreuth, era membro dell'Associazione Storica per l'Alta Franconia. All'inizio degli anni '80, la città di Bayreuth acquistò l'intera struttura grazie al sostegno di diversi privati e sino alla fine del 2010 essa è stata utilizzata come hotel e ristorante. Nel 2010 il complesso è stato per la prima volta messo in vendita in un primo momento, ma successivamente la città ha pensato di istituirvi una scuola internazionale.